# Église Saint-Pierre-des-Cuisines
Ne doit pas être confondu avec Église Saint-Pierre des Chartreux de Toulouse.
L'église Saint-Pierre-des-Cuisines, située rue de la Boule, à côté de la place Saint-Pierre à Toulouse, est la plus vieille église du sud-ouest de la France. Elle est construite sur une ancienne nécropole gallo-romaine du IVe siècle. Elle est classée monument historique depuis 1977 et placée sous la responsabilité du musée Saint-Raymond de Toulouse. Aujourd'hui, elle abrite un auditorium de 400 places pour le conservatoire à rayonnement régional de Toulouse.

## Histoire
Comme la basilique Saint-Sernin, l'église est bâtie au Ve siècle sur une nécropole. Au Xe siècle, le comte Guillaume IV permet aux Bénédictins de l'abbaye de Moissac d'en prendre possession.
Ce n'est qu'un prieuré dont l'abbé de Moissac, Bernard de Montaigut, en fait un collège qui est confié cinq siècles plus tard aux Chartreux de Toulouse. Entre-temps, l'église s'est parée d'une nouvelle nef et d'un nouveau chœur.
Le nom Saint-Pierre-des-Cuisines provient d'une version francisée de Coquinis, désignant de petits artisans. L'histoire raconte que des pêcheurs de la région avaient jadis honoré saint Pierre en lui dédiant un prieuré. Le nom de ces Coquins de l'époque gallo-romaine a donc été attribué par Guilhem IV à l'édifice lorsqu'il le confia à l'abbaye de Moissac.
L'église renferme une crypte archéologique présentant les vestiges d'une basilique paléochrétienne du IVe siècle et d'une église pré-romane. Au XIe siècle, l'église est donnée à l'abbaye de Moissac par le comte de Toulouse. À partir du XIIe siècle, l'église est un haut lieu public. En 1189, le comte Raymond V y reconnaît les privilèges de la commune de Toulouse dirigée par des capitouls. Ce geste est renouvelé par Raymond VI en 1195, et par Raymond VII en 1222.
C'est à cet endroit que Simon de Montfort signe la reddition toulousaine. C'est aussi dans ces murs que les comtes prennent l'habitude de rassembler le peuple toulousain.
En 1286, les Coutumes de la ville y sont officiellement promulguées.
En 1569, les religieux chassés de la chartreuse de Castres s'installent dans l’ancien collège dépendant de l'abbaye de Moissac et demandent aux capitouls à s’établir à Toulouse. Le 25 février 1616, l'abbaye de Moissac cède aux chartreux, le prieuré de  Saint-Pierre en échange du prieuré de Villardonnel, que les chartreux possèdent dans le diocèse de Carcassonne. Cet échange est ratifié par Paul V, le 19 février 1617; le vicaire général de l'abbé de Saint-Sernin, Pierre de Villette, commissaire pontifical, fulmine la bulle pontificale, qui sanctionne l'union du prieuré de Saint-Pierre à la chartreuse de Toulouse et les chartreux s'installent à côté.
Les chartreux se souciant peu d'entretenir l'église Saint-Pierre, leur négligence suscite de la part des curés de la paroisse des plaintes répétées, et justifiées par les événements : le 22 avril 1758, une partie du plafond s'écroule de vétusté. Saint-Pierre demeure fermé pendant le temps que durent les réparations, et les pères capucins doivent prêter leur chapelle voisine pour que la célébration des offices ne soit pas interrompue. En 1779, il faut exécuter dans le sanctuaire diverses réfections. En 1788, c'est le clocher qui aurait besoin d'une remise en état. La vieille église est délabrée quand arrive la Révolution.
Le 13 février 1790, l'Assemblée constituante prononce l'abolition des vœux monastiques et la suppression des congrégations religieuses. Le monastère et les biens des chartreux sont confisqués et vendus comme biens nationaux. L'église reste en séquestre; mais elle est enlevée au culte. Par décret de la Constituante du 29 août 1791, la paroisse Saint-Pierre est remaniée et son siège transféré dans l'église des Jacobins, qui reçoit le vocable de Saint-Thomas d'Aquin et la chapelle des chartreux pour oratoire annexe. Un autre décret, de la Législative du 12 mai 1792 érige l'annexe en église principale, sous le vocable de Saint-Pierre, et désigne celle des prêcheurs comme chapelle secondaire. L'église Saint-Pierre-des-Cuisines ainsi désaffecté, il est procédé, le 26 juillet 1792, à l'estimation, puis, le 5 septembre 1796, à l'adjudication de son cimetière.
En 1793, Les autorités réquisitionnent les locaux évacues par les congrégations religieuses et décident d'installer dans l'enclos des chartreux et le jardin des capucins un arsenal. L'ancienne église Saint-Pierre-des-Cuisines et l'ancienne maison des capucins se trouvent bientôt rattachées au « Grand parc des Armées des Pyrénées ». La paix signée en 1795 les établissements provisoires de l'artillerie sont définitivement constitués en « direction et arsenal de construction ». L'église des Cuisines, convertie en fonderie de canons pendant une partie de l'année 1794, utilisée comme salle d'armes à partir de 1816, finit par servir de magasin de dépôt jusqu'à la suppression de l'Arsenal, en 1965. La paroisse est transférée à l'église des chartreux qui prend alors le nom de Saint-Pierre-des-Chartreux.
Sur le terrain libéré par les militaires et remis en 1966 à la faculté de droit est aménagé le campus de l'université des sciences sociales, créée le 23 décembre 1970. L'ancienne église Saint-Pierre-des-Cuisines, classée en 1977 parmi les Monuments historiques, est depuis 1982 propriété de la ville de Toulouse.
La proximité du lieu avec les locaux du conservatoire national de région de Toulouse en a fait un auditorium pour cet établissement (pour ce qui est de l'ancienne église), mais également, pour les locaux alentour, une école de danse rattachée au conservatoire qui abrite plusieurs salles de danse.

## Description

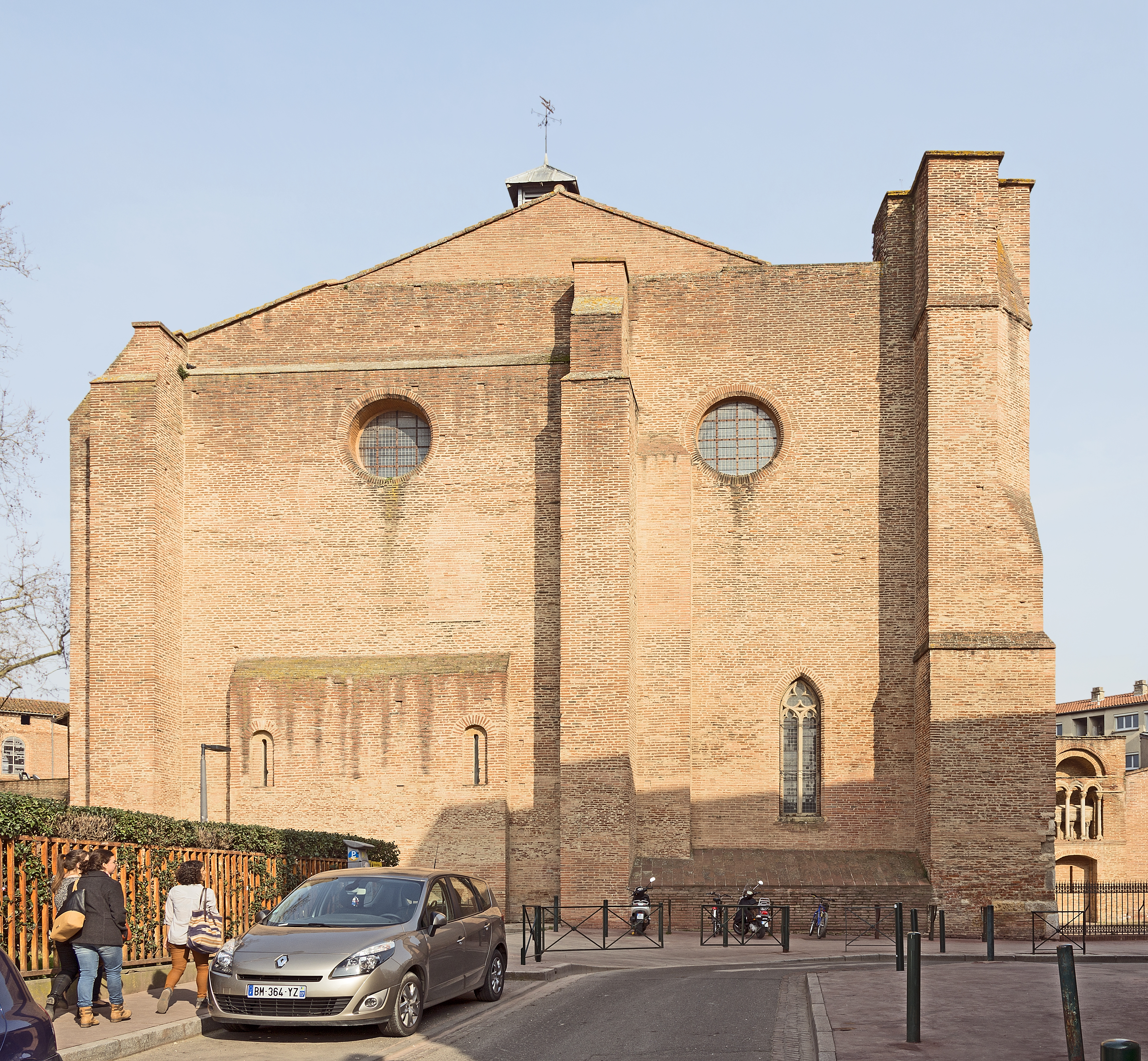
Façade Ouest
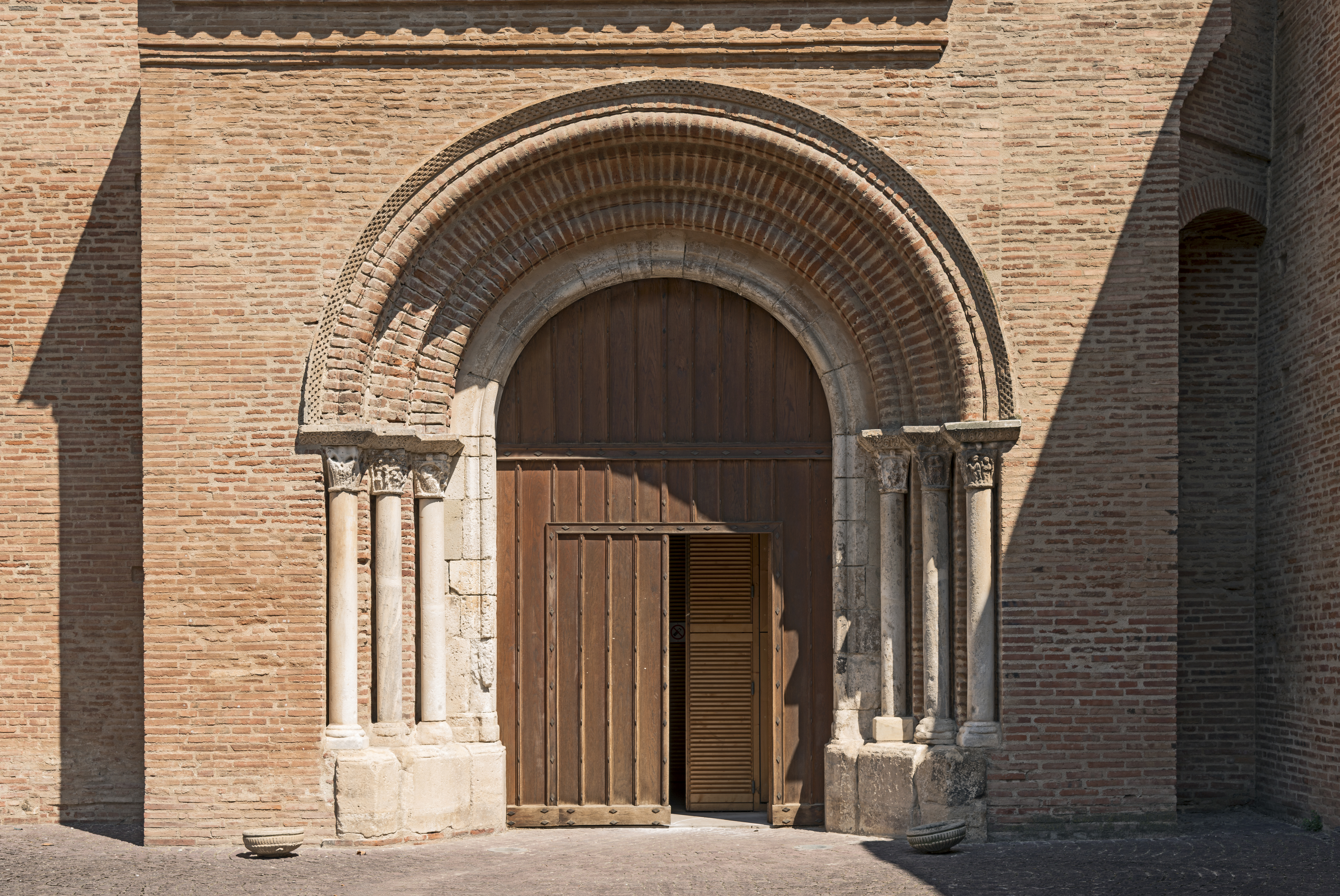
Le porche
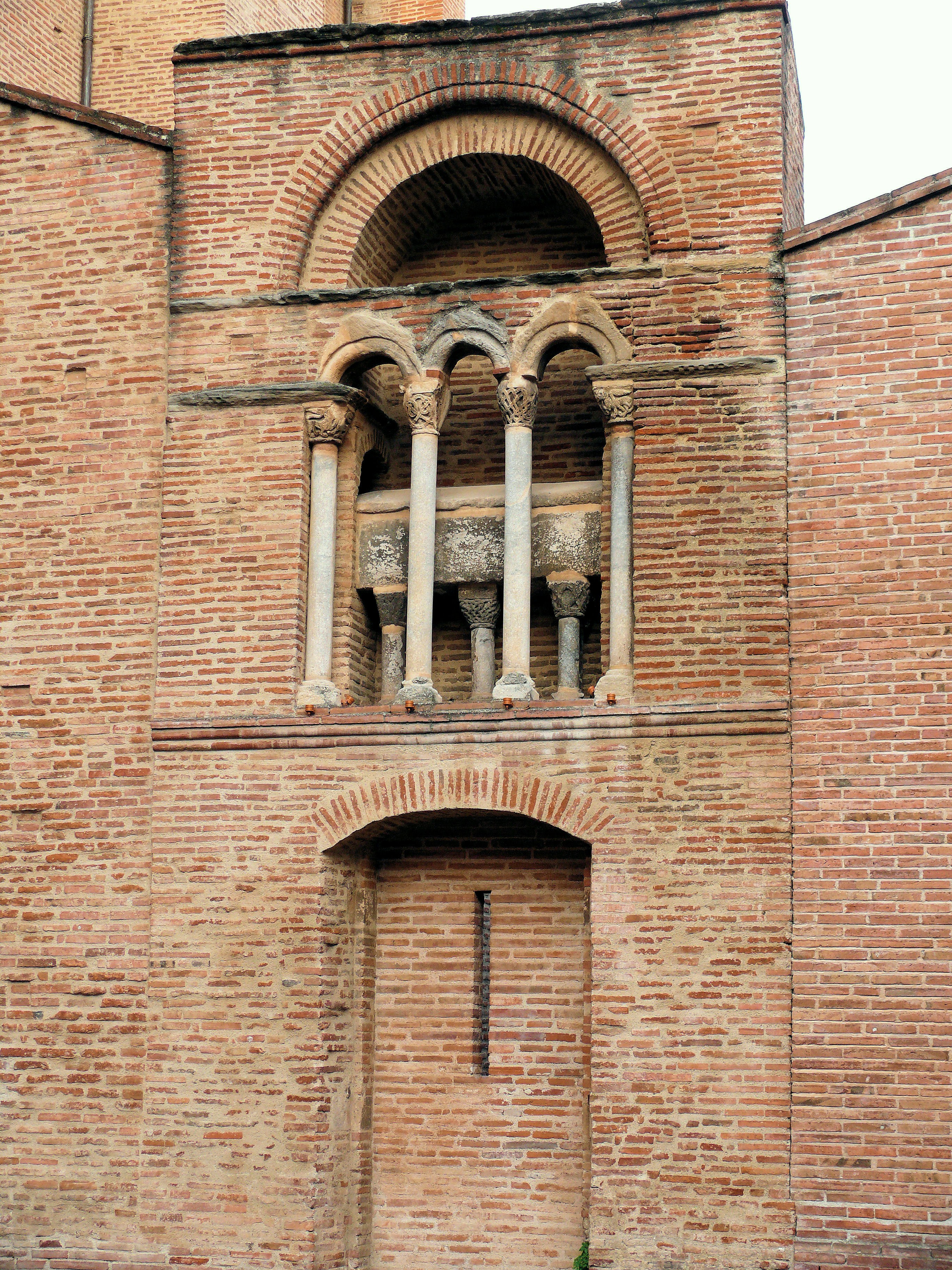
L'enfeu qui abrite un sarcophage
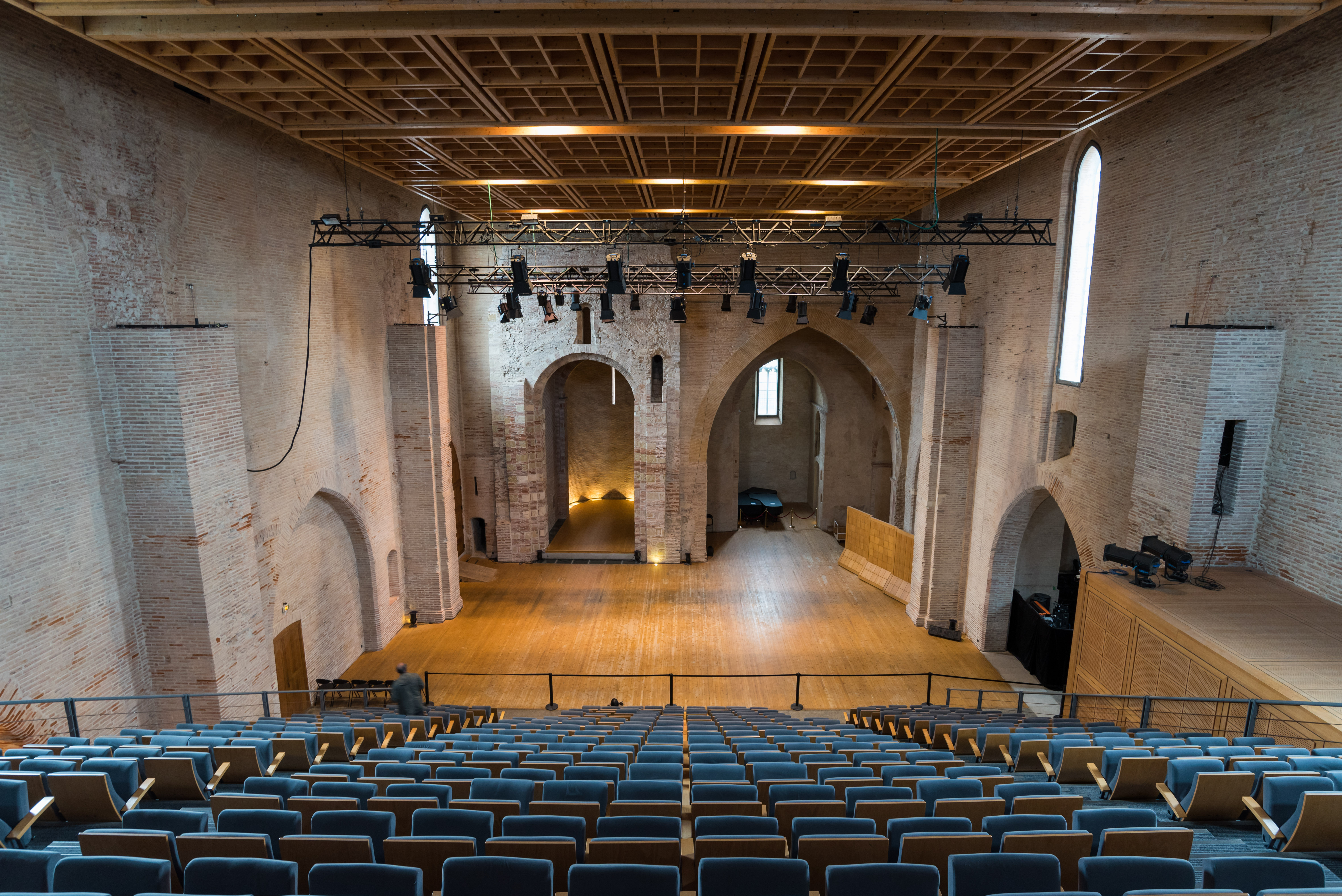
L'auditorium
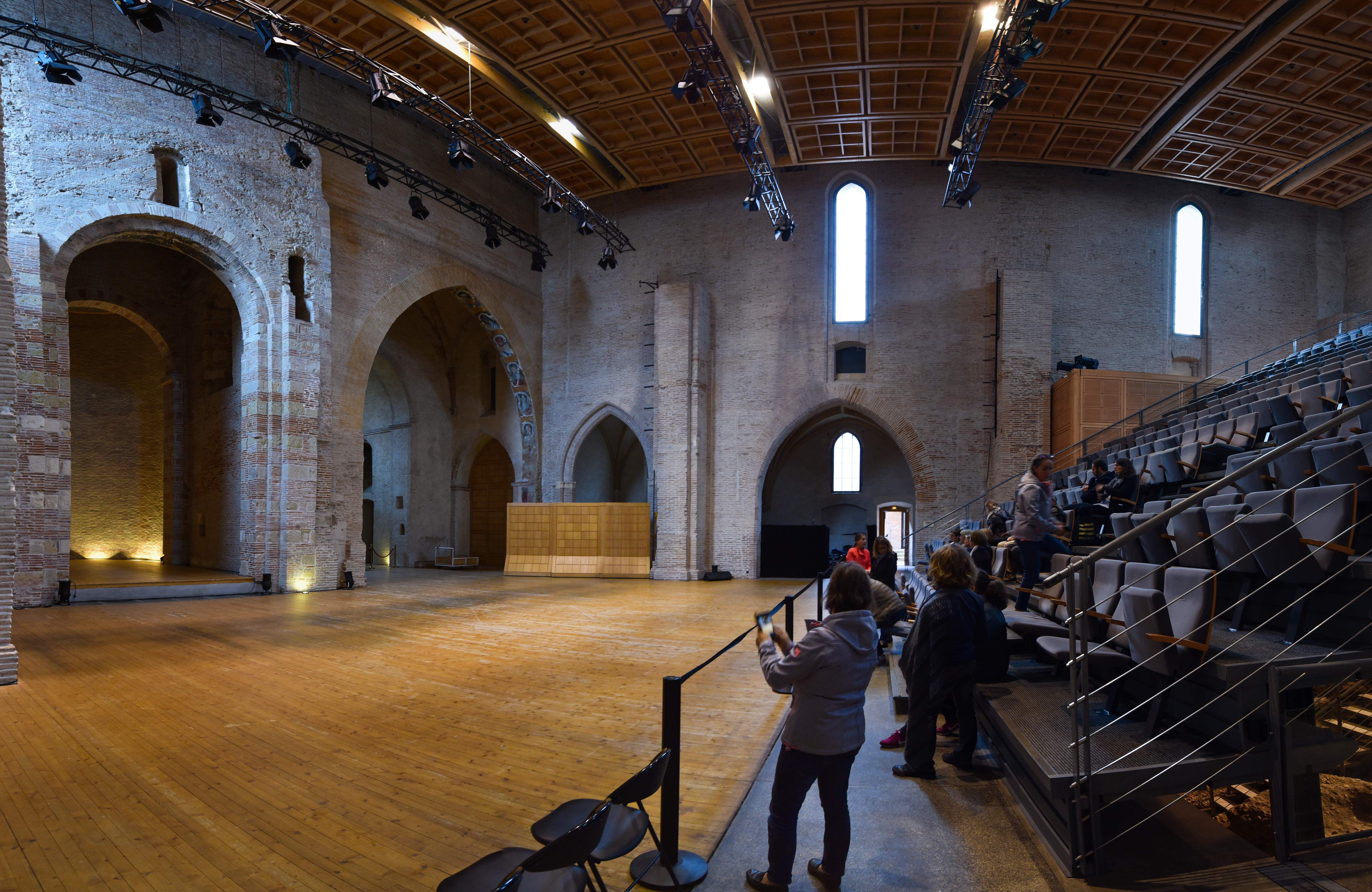
La scène et les gradins de l'auditorium